# Сергеєв Микола Матвійович
Сергеєв Микола Матвійович (1920—1988) — радянський, український актор, режисер. Нагороджений медалями й значком «Отличник кинематографии СССР».
Народ. 14 грудня 1920 р. в с. Ярденіха Івановської області (РРФСР) в родині селянина.
Учасник німецько-радянської війни.
Закінчив Київський інститут театрального мистецтва ім. І.Карпенка-Карого (1946).
Був актором Київського російського драматичного театру ім. Лесі Українки (1945—1950), Ізмаїльського обласного театру ім. Т. Г. Шевченка (1950—1951), Київського російського театру транспорту (1951—1952).
З 1952 р. — асистент режисера та 2-й режисер на Київській кіностудії ім. О. П. Довженка.
Працював у фільмах: «Далеке і близьке» (1958), «Літа молодії» (1959, 2-й режисер), «Кров людська — не водиця» (1960, 2-й режисер), «Фортеця на колесах» (1963), «Дмитро Горицвіт» (1964), «Ключі від неба» (1966, 2-й режисер), «А тепер суди...» (1966, 2-й режисер), «Помилка Оноре де Бальзака» (1968), «Вулиця тринадцяти тополь» (1969), «Хліб і сіль» (1970), «Довга дорога в короткий день» (1972), «Юркові світанки» (1974, у співавт.), «„Мерседес“ втікає від погоні» (1980, 2-й режисер) та ін.
Поставив дитячий фільм «Пилипко» (1962) (кіноальманах «Зірочка»).
Був членом Спілки кінематографістів УРСР.
Помер 29 березня 1988 р. в Києві.